# Run (Joji)
Run è un singolo del cantante giapponese Joji, pubblicato il 6 febbraio 2020 come secondo estratto dal secondo album in studio Nectar.

## Descrizione
Il singolo è stato scritto da Joji, Daniel Wilson e Justin Parker, con produzioni aggiuntive di quest'ultimo, ed è caratterizzato da una ballata post-rock, completata dal canto in falsetto e un assolo di chitarra.
Il testo di Run parla di una ex-amante di Joji, la cui nuova relazione lascia il cantante nella condizione di "scappare" (in inglese Run, analogamente al titolo del brano) dai propri sentimenti. Ciò si può notare dai versi I know that it’s dark, in this misery / Guess I’m not enough like you used to think / So I’ll just run (trad. "So che è buio, in questa miseria / Credo di non essere abbastanza come tu pensavi / Quindi corro).

## Accoglienza
Joshua Espinoza di Complex ha lodato la crescita musicale dell'artista, soffermandosi sulla sua «voce significativa» e la produzione «spettrale e atmosferica». Raisa Bruner l'ha inserita nella top 5 canzoni della settimana del settimanale Time aggiungendo che «appena pensi di sapere cosa ha Joji nel sacco, lui cambia completamente».

## Video musicale
Il videoclip è stato pubblicato in concomitanza con l'uscita del singolo, il 6 febbraio 2020. Diretto da Aisultan Seitov, inizia con Joji steso per terra in una limousine senza fine. Mentre la attraversa vede sé stesso in decomposizione e altri passeggeri che lo portano a cercare di scappare dal veicolo. Si sveglia in un luogo ristretto, probabilmente l'astronave del video musicale di Sanctuary, dove una voce metallica gli dice di svegliarsi.

## Esibizioni dal vivo
Il cantante ha fatto il suo debutto televisivo statunitense eseguendo il singolo alla puntata del Tonight Show di Jimmy Fallon del 2 marzo 2020.

## Tracce
Testi di George Miller, Justin Parker, Daniel Wilson, musiche di Miller, Parker.
1. Run – 3:15

## Formazione
- George Miller − voce, testo, produzione
- Justin Parker − produzione
- Chris Athens − missaggio
- Rob Kinelski − mastering
- Casey Cuayo − assistente al mastering
- Francisco Ramirez − registrazione

## Classifiche
| Classifica (2020) | Posizione massima |
| ----------------- | ----------------- |
| Australia         | 39                |
| Canada            | 57                |
| Estonia           | 14                |
| Grecia            | 39                |
| Irlanda           | 47                |
| Lituania          | 8                 |
| Malaysia          | 16                |
| Portogallo        | 76                |
| Regno Unito       | 46                |
| Repubblica Ceca   | 60                |
| Singapore         | 25                |
| Slovacchia        | 45                |
| Stati Uniti       | 68                |